# Веслокрилі
Веслокрилі (лат. Raphidioptera) — ряд хижих комах, що включає понад 150 видів, які належать до двох сучасних і чотирьох викопних родин.
Назва ряду походить від характерної форми крил, що нагадують весла.
Мають довгасте тіло, витягнуту голову і довгу передньоспинку. У веслокрилок дві пари сітчастих крил, що мають практично однакові розміри. Самки, як правило мають довгий яйцеклад.
Живуть у лісах середньої смуги в Америці і в Євразії. Як личинки, так і дорослі особини є хижаками. Харчуються попелицями та личинками інших комах. Мають практичне значення, знищуючи шкідників лісових насаджень, зокрема, кладки непарного шовкопряда.

## Систематика
Класифікація на основі праці Michael S. Engel (2002) з доповненнями праць Bechly та Wolf-Schwenninger, (2011) і Ricardo Pérez-de la Fuente et al (2012):
Ряд Raphidioptera
- Підряд †Priscaenigmatomorpha Engel 2002
  - Родина †Priscaenigmatidae Engel, 2002
    - Рід †Hondelagia Bode, 1953
    - Рід †Priscaenigma Whalley, 1985
- Підряд Raphidiomorpha
  - Родина †Baissopteridae Martynova, 1961
    - Рід †Austroraphidia Willmann, 1994
    - Рід †Baissoptera Martynova, 1961
    - Рід †Cretoraphidia Ponomarenko, 1993
    - Рід †Cretoraphidiopsis Engel, 2002
    - Рід †Lugala Willmann, 1994

  - Родина Inocelliidae Navás
    - Підродина †Electrinocelliinae Engel, 1995
      - Рід †Electrinocellia Engel, 1995

    - Підродина Inocelliinae Engel, 1995
      - Рід Amurinocellia Aspöck & Aspöck, 1973
      - Рід Fibla Navás, 1915
      - Рід Indianoinocellia
      - Рід Inocellia Schneider, 1843
      - Рід Negha Navas 1916
      - Рід Parainocellia
      - Рід Sininocellia
      - Рід †Succinofibla Aspöck & Aspöck, 2004

  - Родина †Metaraphidiidae Bechly and Wolf-Schwenninger, 2011
    - Рід †Metaraphidia Whalley, 1985

  - Родина Mesoraphidiidae Martynov, 1925 (= Alloraphidiidae, Huaxiaraphidiidae, Sinoraphidiidae, and Jilinoraphidiidae)Amarantoraphidia
    - Підродина Alloraphidiinae

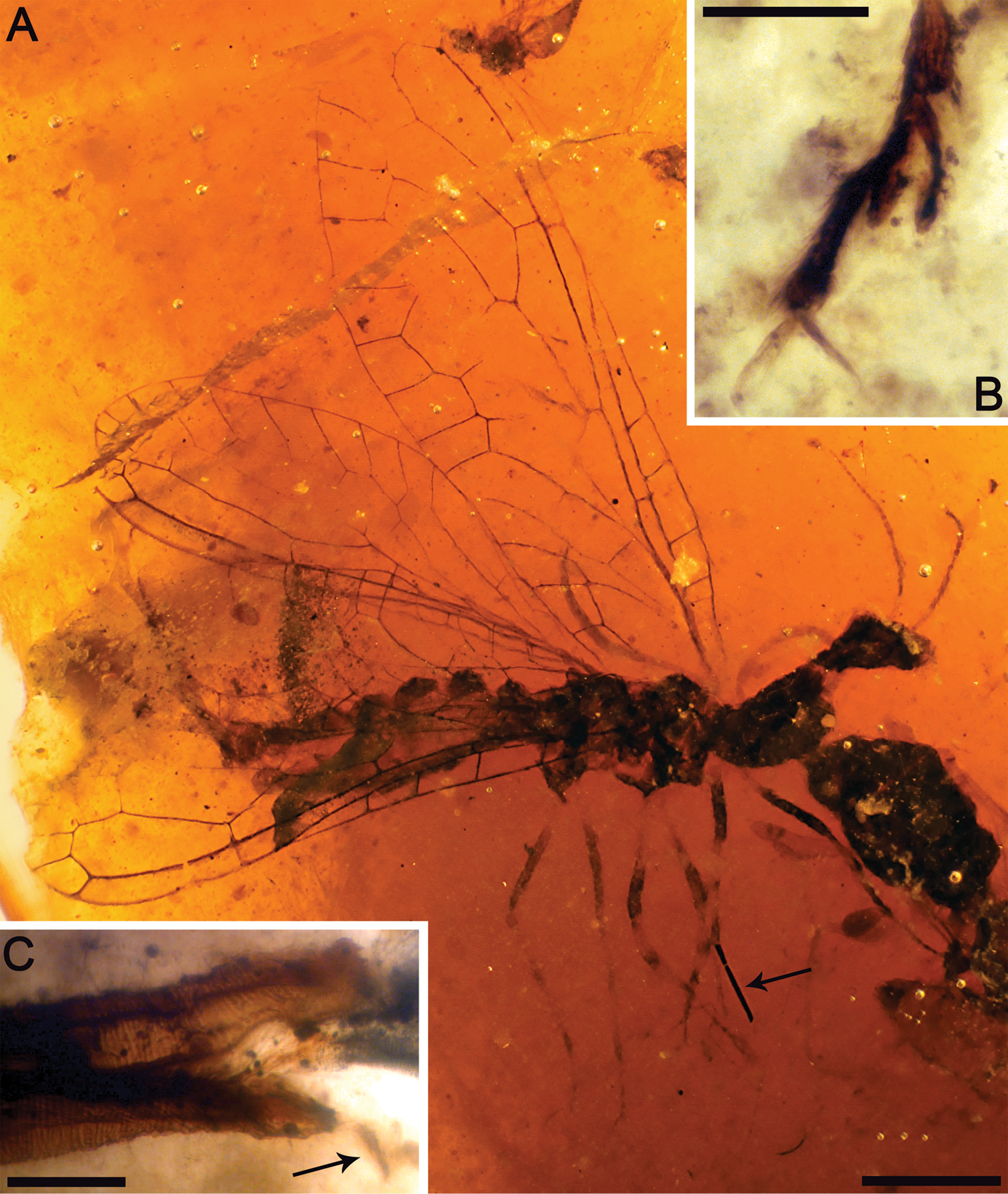
Amarantoraphidia

      - Рід Alloraphidia Carpenter, 1967
      - Рід Archeraphidia Ponomarenko, 1988
      - Рід Pararaphidia Willmann, 1994

    - Підродина Mesoraphidiinae
      - Рід Baisoraphidia Ponomarenko, 1993
      - Рід Cretinocellia Ponomarenko, 1988
      - Рід Huaxiaraphidia Hong, 1992
      - Рід Jilinoraphidia Hong and Chang, 1989
      - Рід Kezuoraphidia Willmann, 1994
      - Рід Mesoraphidia Martynov, 1925 Necroraphidia

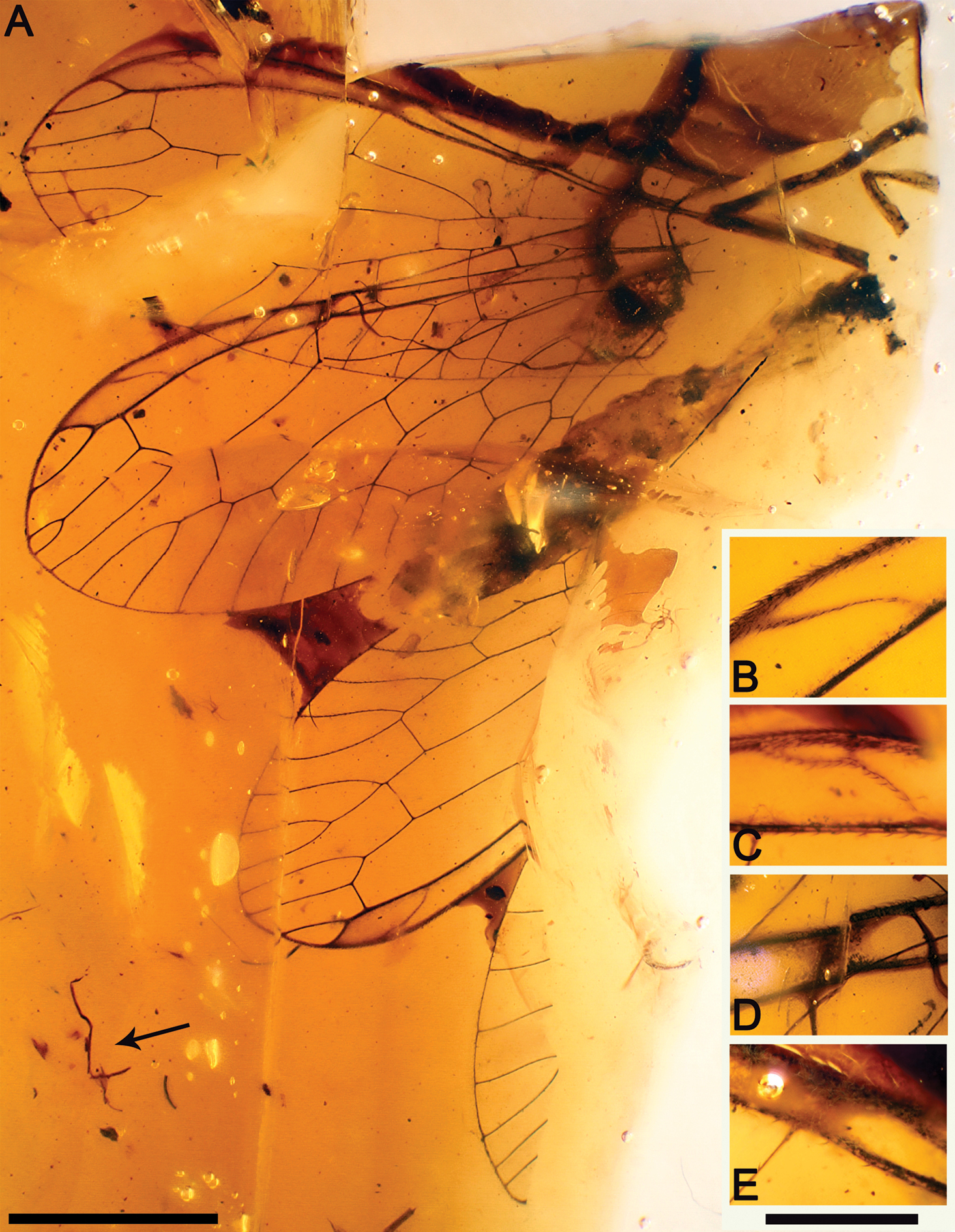
Necroraphidia

      - Рід Proraphidia Martynova, 1947
      - Рід Siboptera Ponomarenko, 1993
      - Рід Sinoraphidia Hong, 1982
      - Рід Xuraphidia Hong, 1992 Styporaphidia? hispanica
      - Рід Yanoraphidia Ren, 1995
      - Триба Nanoraphidiini

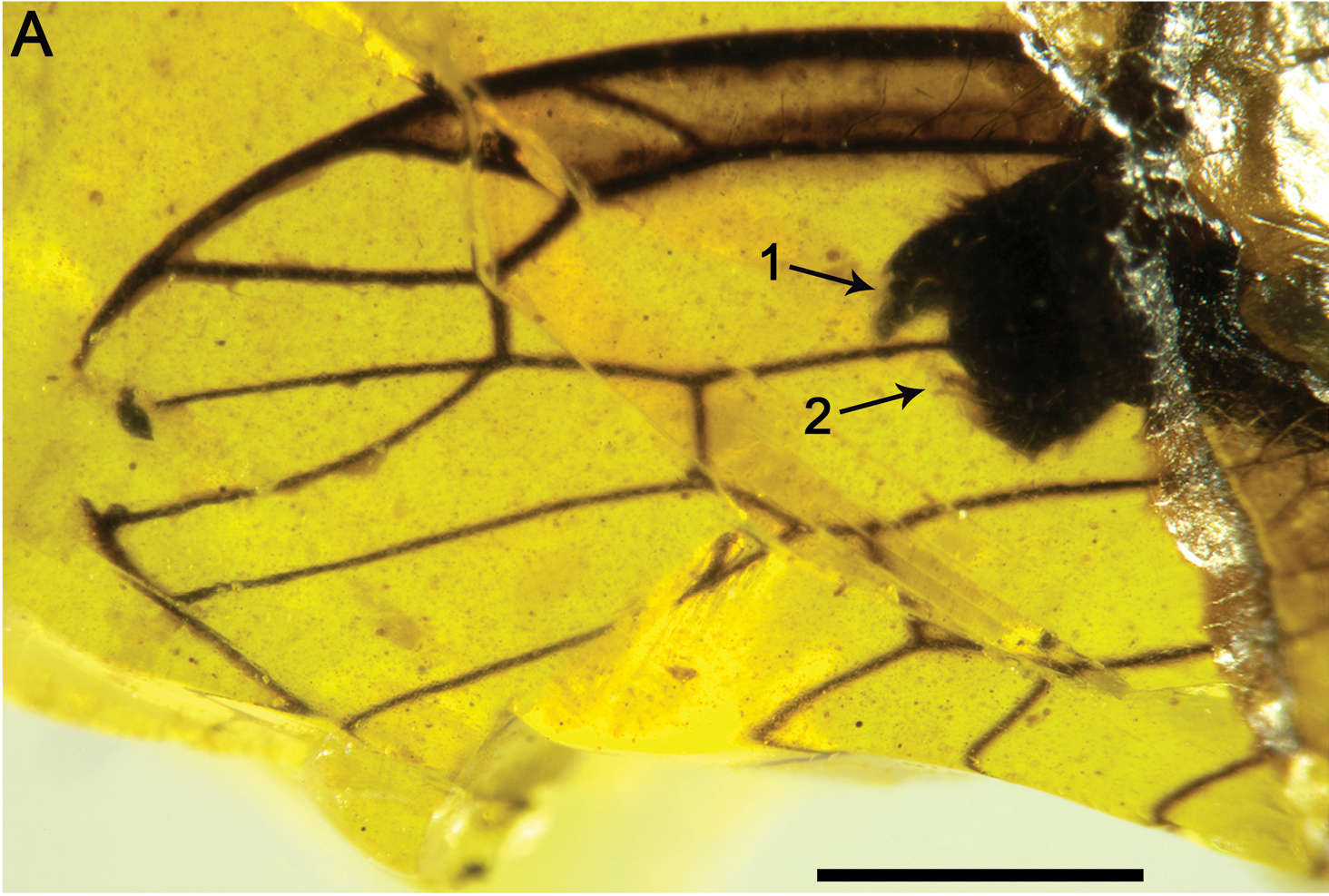
Styporaphidia? hispanica

        - Рід Cantabroraphidia Pérez-de la Fuente, Nel, Peñalver & Delclòs, 2010
        - Рід Grimaldiraphidia Bechly and Wolf-Schwenninger, 2011
        - Рід Nanoraphidia Engel, 2002
        - Рід Lebanoraphidia Bechly & Wolf-Schwenninger, 2011

    - Підродина Ororaphidiinae
      - Рід Caloraphidia Ren, 1997
      - Рід Necroraphidia Pérez-de la Fuente, Peñalver, Delclòs & Engel, 2012
      - Рід Ororaphidia Engel & Ren 2008
      - Рід Styporaphidia Engel & Ren 2008

    - Підродина «incertae sedis»
      - Рід Alavaraphidia Pérez-de la Fuente, Peñalver, Delclòs & Engel, 2012
      - Рід Amarantoraphidia Pérez-de la Fuente, Peñalver, Delclòs & Engel, 2012
      - Рід Iberoraphidia Jepson, Ansorge & Jarzembowski, 2011

  - Родина Raphidiidae Latreille
    - Рід Africoraphidia
    - Рід Agullla Navas 1914
    - Рід Alena Navas 1916
    - Рід Atlantoraphidia
    - Рід Calabroraphidia
    - Рід Dichrostigma
    - Рід Harraphidia
    - Рід Hispanoraphidia
    - Рід Iranoraphidia
    - Рід Italoraphidia
    - Рід Mauroraphidia
    - Рід Mongoloraphidia
    - Рід Ohmella H. Aspöck & U. Aspöck
    - Рід Ornatoraphidia
    - Рід Parvoraphidia
    - Рід Phaeostigma
    - Рід Puncha
    - Рід Raphidia Linnaeus, 1758
    - Рід Raphidilla
    - Рід Subilla
    - Рід Tadshikoraphidia
    - Рід Tauroraphidia
    - Рід Tjederiraphidia
    - Рід Turcoraphidia
    - Рід Ulrike
    - Рід Venustoraphidia
    - Рід Xanthostigma

  - Родина Incertae sedis
    - Рід †Archiinocellia Handlirsch, 1910
    - Рід †Arariperaphidia Martins-Neto & Vulcano, 1989